# Friedrich Rappolt (Theologe)

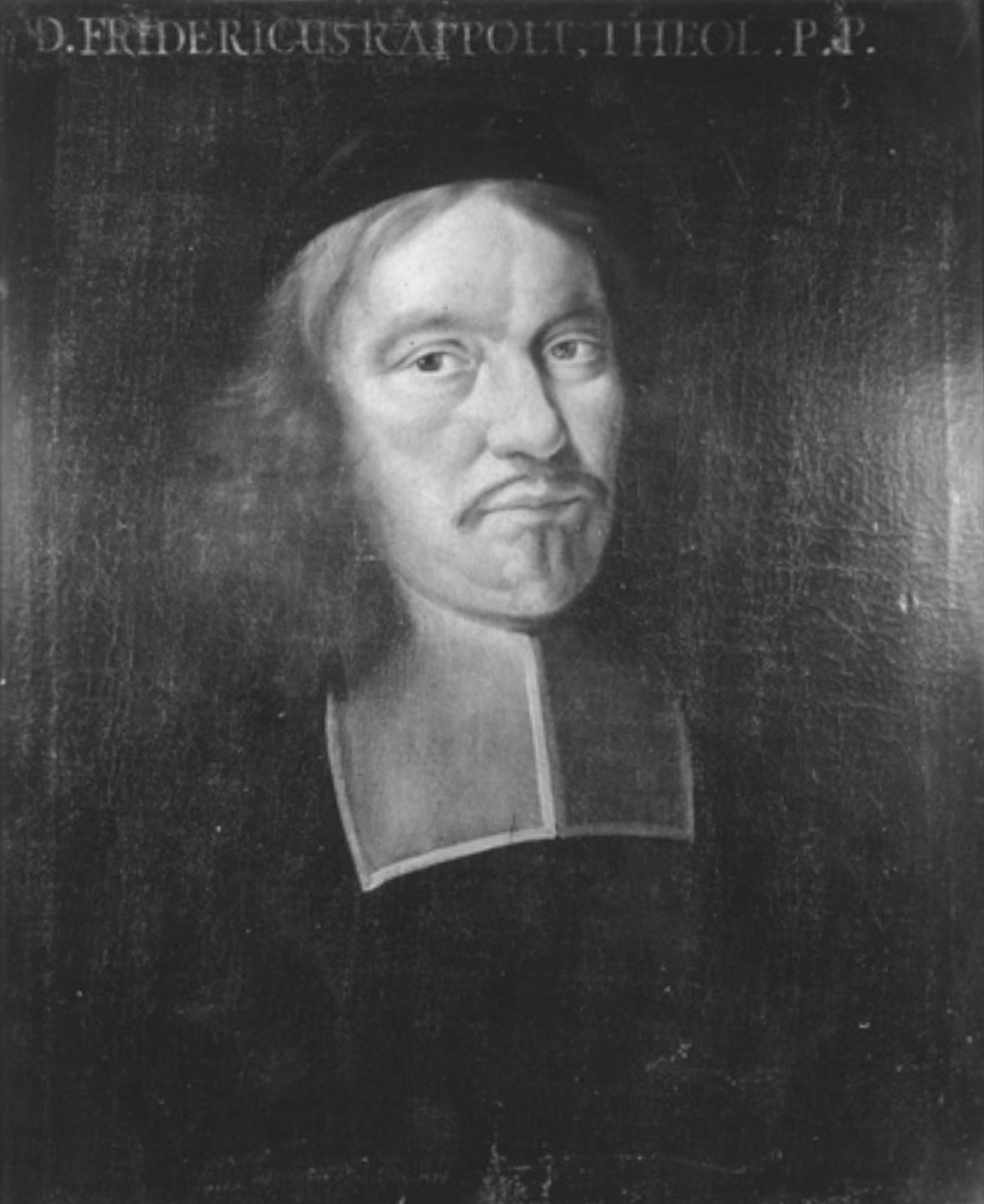
Friedrich Rappolt

Friedrich Rappolt (auch: Rappold; * 26. Januar 1615 in Reichenbach im Vogtland; † 27. Dezember 1676 in Leipzig) war ein deutscher Theologe, Rektor der Universität Leipzig und Dichter.

## Leben
Rappolt wurde als Sohn des Ratsherrn und Stadtrichters Heinrich Rappolt und dessen Frau Regina, die Tochter des Ratsherrn in Zeitz Zacharias Lippolt geboren. Sein Ururgroßvater war der Montanunternehmer Friedrich Rappolt aus Nürnberg. Nach dem Besuch der Schulen in seinem Heimatort und in Pegau, hatte er 1628 die Landesschule Pforta unter dem Rektor Andreas Kunad frequentiert. Ab 1634 studierte er Philologie, Philosophie und Theologie u. a. bei Müller, Corvinus, Beckmann und Heinrich Höpfner an der Universität Leipzig. Hier erwarb er sich 1635 das Baccalaurat und 1636 den akademischen Grad eines Magisters der Philosophie.
Nachdem er 1640 als Baccalaurus an die theologische Fakultät der Leipziger Hochschule aufgenommen worden war, übernahm er 1642 das Konrektorat an der Thomasschule zu Leipzig, welches Amt er zweiundzwanzig Jahre lang ausübte. Parallel wirkte er seit 1644 als Assessor, 1651 Professor für Dialektik und ab 1656 für Poesie, als Vorgänger Joachim Fellers, in Leipzig. Von 1663 bis 1670 war er Rektor der Nikolaischule in Leipzig. Nachdem er 1663 das Lizentiat der Theologie erworben hatte, berief ihn die kurfürstlich sächsische Regierung 1667 zum außerordentlichen Professor der Theologie.
Er promovierte 1668 zum Dr. theol., war 1670 ordentlicher Professor für Theologie und Aufseher über die kurfürstlichen Alumnen geworden. Nachdem zum Kanoniker in Zeitz erwählt worden war, übernahm er 1674 das Dekanat der Theologischen Fakultät. Rappolt war 1667 und 1675 zweimal Rektor der Leipziger Universität und Dichter lateinischer Gedichte. An einem Steinleiden gestorben wurde er am 1. Januar 1677 in der Leipziger Paulinerkirche begraben.

## Familie
Aus seiner am 1. März 1647 geschlossenen Ehe mit Maria Elisabeth († 1688 in Leipzig), der Tochter des Leipziger Stadtrichters Paul Franckenstein und dessen Frau Sybilla Möstel, sind fünf Söhne und sechs Töchter hervorgegangen. Bekannt von den Kindern ist:
- Friedrich Rappolt († jung)
- Regina Elisabeth Rappolt verh. mit dem Pastor in Eilenburg Johann Christoph Nicolai[1]
- Johann Friedrich Rappolt I († jung)
- Anna Dorothea Rappolt (1653–1676) verh. am 7. September 1670 in Leipzig  mit dem Leipziger Professor für Poesie Joachim Feller[2]
- Paul Heinrich Rappolt studierte in Frankfurt/Oder
- Maria Sybilla Rappolt
- Samuel Friedrich Rappolt
- Catharina Sophia Rappolt
- Johanna Maria Rappolt (* 21. Januar 1668 in Leipzig; † 29. Juni 1723 ebenda) verh. Januar 1686 mit Johann Jacob Käse († 20. September 1720 in Leipzig)[3]
- Maria Elisabeth Rappolt († jung im Alter von zwei Jahren)